# Non si può morire ballando
Non si può morire ballando è un film del 2019 diretto da Andrea Castoldi.

## Trama
Gianluca soffre di una rara malattia provocata da cellule dormienti e i medici gli danno tre mesi di vita. Il fratello scopre l'esistenza di una ricerca e decide di realizzarne i principi.

## Distribuzione
Il film è stato distribuito nelle sale cinematografiche italiane a partire dal 03 ottobre 2019.